# Leonora Aragonska, grofica Toulousea
Infanta Doña Leonora Aragonska (aragonski: Alionor; šp.: Leonor; francuski: Éléonore) (o. 1182. – veljača 1226.) bila je španjolska plemkinja, princeza Aragonije i grofica Toulousea.
Bila je kći kralja Aragonije Alfonsa II. Čednog i njegove supruge Sanče te sestra kralja Petra II. Katoličkog i kraljice Konstance, kao i teta kralja Mađarske i Hrvatske Ladislava III.
Leonora se udala za grofa Rajmonda VI. Tuluškog. Bila mu je peta žena te je tako postala maćeha kraljice Navare Konstance.
Brak Leonore i Rajmonda dogovorio je njezin brat Petar.
Leonora je umrla u veljači 1226.